# Mireille (compositrice-interprète)
Pour les articles homonymes, voir Mireille.
Mireille Hartuch, connue sous le nom de scène de Mireille, est une chanteuse (compositrice-interprète), actrice et animatrice de télévision française, née le 30 septembre 1906 à Paris et morte le 29 décembre 1996 dans la même ville.
Elle a été l'épouse du journaliste et essayiste Emmanuel Berl, de 1937 à la mort de ce dernier en 1976.

## Biographie

### Famille
Issue d'une famille de musiciens, Mireille est la nièce de Charly King, l'inventeur des claquettes. Dans son autobiographie, Avec le soleil pour témoin, elle raconte son enfance heureuse au sein d'une famille de juifs émigrés à Paris. Quand elle vient au monde, au 13, boulevard Saint-Martin, dans le 3e arrondissement de Paris, le 30 septembre 1906, son père, Henri (Hendel) Hartuch, immigré de Pologne, âgé de 29 ans, est pelletier à domicile. Mathilda (née Rubinstein), sa mère, âgée de 23 ans, est d'origine britannique et fait partie d'une famille d'artistes et de musiciens. Mireille a deux sœurs prénommées Marcelle (1907-1975) et Micheline (1918-2013).

### Formation et période américaine
Mireille apprend très tôt le piano et le théâtre. À six ans, elle traverse la Manche pour tourner son premier film (en figuration). Elle s'intéresse au piano, mais ne poursuit pas dans cette voie en raison de mains trop petites. En 1928, elle est engagée au théâtre de l'Odéon par son directeur, Firmin Gémier, et commence une collaboration avec le librettiste Jean Nohain (fils du poète Franc-Nohain, frère du comédien Claude Dauphin). Elle compose avec Jean Nohain une comédie musicale du type dit « auvergnat » d'une durée de cinq heures, intitulée Fouchtra, mais n'arrive pas à la vendre.
Parlant couramment l'anglais, Mireille passe deux ans aux États-Unis, d'abord à New York, où elle se produit dans un théâtre de Broadway, puis à Hollywood. En 1931, elle apparaît dans un film avec Douglas Fairbanks Jr., et un autre avec Buster Keaton.
En 1932, une mélodie de Fouchtra est reprise en partie par le duo musical Pills et Tabet, avec la chanson Couchés dans le foin, aidé par l'éditeur Raoul Breton, ce qui l'amène à rentrer en France.

### Retour en France
Comme le reconnaîtra Charles Trenet, c'est Mireille qui introduit le swing dans la culture en France. De retour en France, sa carrière de compositrice décolle quand ses chansons sont interprétées par les vedettes de l'époque : Maurice Chevalier et le jeune Jean Sablon. Elle enregistre ainsi avec Pills et Tabet ce qui s'appelle alors des « opérettes disquées », comme Ce petit chemin, Le Vieux Château ou C'est un jardinier qui boite. En 1934, elle apparaît dans le film français Chourinette. Un an plus tard, elle commence une carrière de chanteuse solo accompagnée d'un piano, se produisant notamment à l'ABC, l'Alhambra ou encore Bobino.
Le 26 octobre 1937, elle épouse l'écrivain et philosophe Emmanuel Berl en présence, notamment, de Sacha Guitry.

### Seconde Guerre mondiale et après-guerre
Ses origines juives ainsi que celles de son mari la contraignent à fuir Paris occupé. En 1940, elle se réfugie à Argentat, en Corrèze, où elle participe activement à la Résistance ; elle est à la tête du comité départemental de libération.
Après la Seconde Guerre mondiale, elle devient amie de Jean Cocteau, Albert Camus, André Malraux ou encore Yves Montand.
Sacha Guitry lui suggère d'ouvrir une école ; ce sera Le Petit Conservatoire de la chanson, qui sera médiatisé par une émission hebdomadaire de radio diffusée le dimanche à partir de 1955, puis de télévision de 1960 à 1974. Le Petit Conservatoire de Mireille contribuera à former la voix d'une génération de chanteurs, comme Alice Dona, Hervé Cristiani, Yves Duteil, Françoise Hardy, Frida Boccara, Colette Magny, Alain Souchon (en tant que membre du trio : Marie, Anne et Julien) ou encore Marc Vincent. En 2014, Patrick Rebeaud retrace sa carrière dans le documentaire La Voix de Mireille.

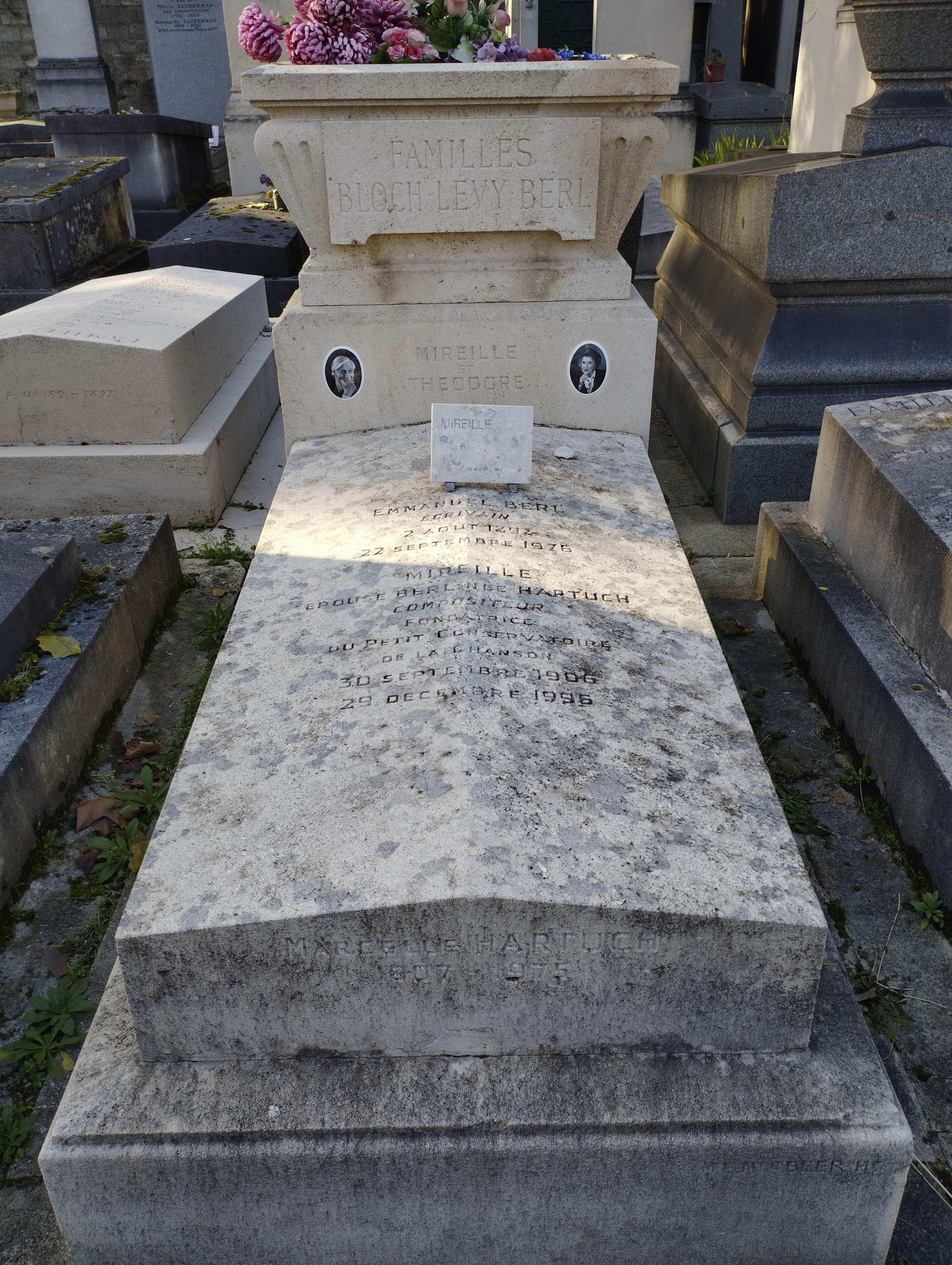
Tombe de Mireille au cimetière du Montparnasse (division 25).

Pendant sa longue carrière, Mireille a composé plus de six cents chansons et reçu de nombreux honneurs et récompenses. Âgée, elle est toujours présente sur scène, et chante à Bobino et au Printemps de Bourges en 1976, ainsi qu'au théâtre de Chaillot en 1995.
Elle vécut durant quarante ans au 36, rue de Montpensier, dans le 1er arrondissement de Paris (où une plaque commémorative lui rend hommage), puis dans le village de Cauvigny (Oise).
Elle est inhumée à Paris, au cimetière du Montparnasse (25e division, petit cimetière), aux côtés de son mari. Sur sa tombe, une plaque porte l'inscription « Avec le soleil pour témoin ».

## Hommage

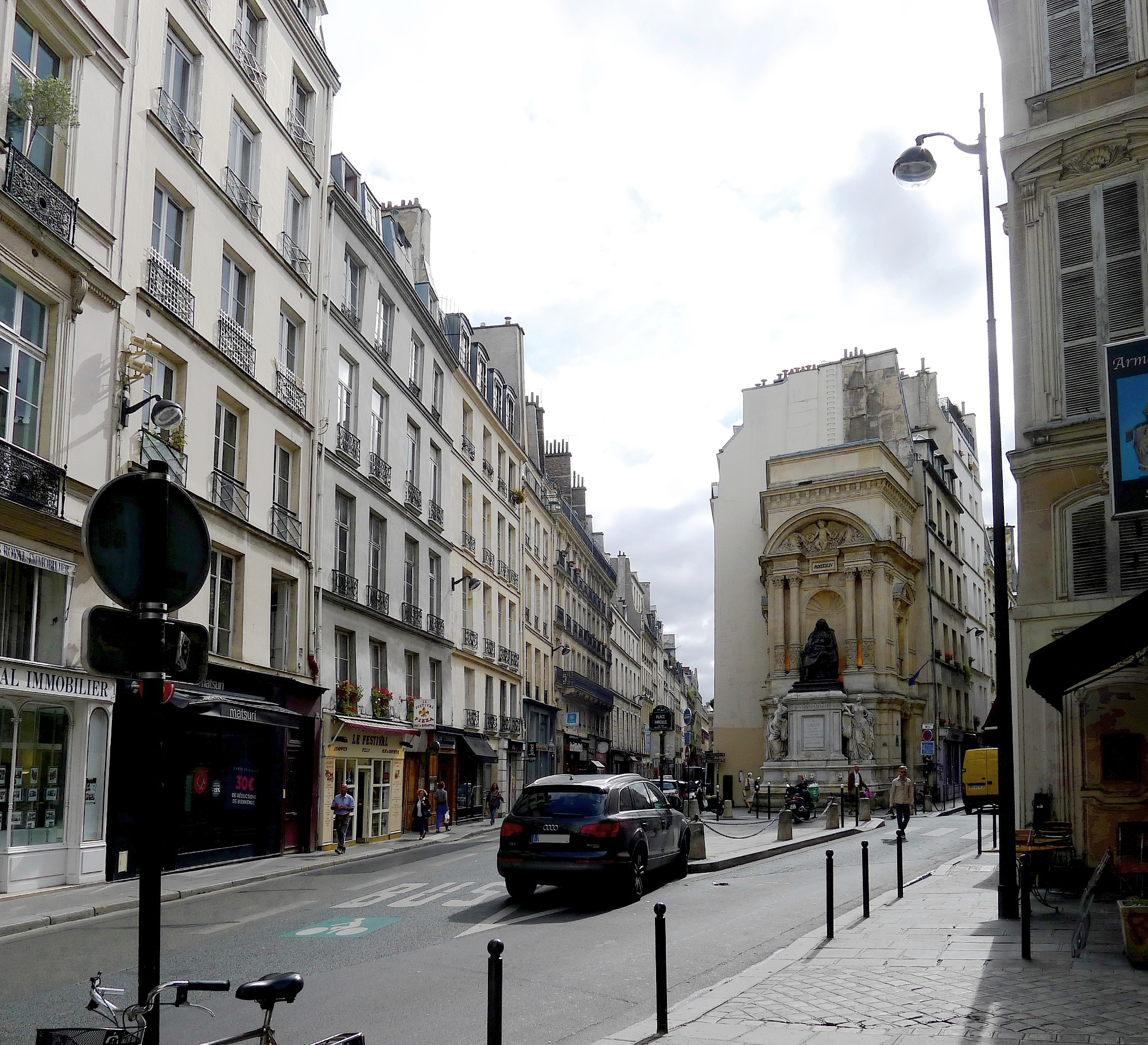
Place Mireille, avec la fontaine Molière, dans le 1er arrondissement de Paris.

La place Mireille porte son nom depuis 2010, à Paris, dans le 1er arrondissement, à l'intersection des rues Molière et de Richelieu, à proximité de son ancien domicile,.

## Chansons (sélection)
- Puisque vous partez en voyage (en duo avec Jean Sablon) (Jean Nohain/Mireille)
- Papa n'a pas voulu (Jean Nohain/Mireille)
- Quand un vicomte (Jean Nohain/Mireille)
- Ma grand-mère était garde-barrière (Jean Nohain/Mireille)
- Ce petit chemin (Jean Nohain/Mireille)
- Les Trois Gendarmes (Jean Nohain/Mireille)
- Et voilà les hommes (Jean Nohain/Mireille)
- La Partie de bridge (Jean Nohain/Mireille)
- Le temps qu'une hirondelle (Jean Nohain/Mireille)
- C'est un jardinier qui boite (Jean Nohain/Mireille)
- Tant pis pour la rime (Jean Nohain/Mireille)
- Non, non, Isabelle (Jean Nohain/Mireille)
- La Plus Ceci, la plus cela (Jean Nohain/Mireille)
- Demain, je dors jusqu'à midi (Jean Nohain/Mireille)
- Bon voyage, messieurs du vélo (Mireille)
- Couchés dans le foin (Jean-Franc Nohain/Mireille)
- Parce que ça me donne du courage (Jean Nohain/Mireille)
- Une demoiselle sur une balançoire (Jean Nohain/Mireille)
- Fermé jusqu’à lundi (Jean Sablon/Mireille)

## Filmographie partielle
- 1932 : Le Truc du Brésilien d'Alberto Cavalcanti (musique)
- 1933 : La Paix chez soi, court métrage d'André Hugon : Valentine
- 1933 : Les Vingt-huit Jours de Clairette d'André Hugon : Clairette
- 1934 : Chourinette d'André Hugon : Chourinette

## Théâtre
- 1969 : Popaul et Juliette d'André Maheux et Mireille, mise en scène de René Dupuy, Théâtre Gramont

## Publication
- Avec le soleil pour témoin, Paris, Robert Laffont, 1981, 271 p.  (ISBN 2-221-00818-9)[9]

### Documentaire
- 2014 : La Voix de Mireille, film de Patrick Rebeaud Le film relate la vie de la chanteuse ainsi que son enseignement dispensé pendant plusieurs décennies à la radio et à la télévision dans le cadre de son émission Le Petit Conservatoire de la chanson. Avec les témoignages de Jacques Chancel, Jean-Jacques Debout, Marcel Amont, Claude Lemesle, de la sœur de Mireille, de son neveu et des élèves du Petit Conservatoire (« VOD, DVD du film La Voix de Mireille »).